# Der Schüler Gerber (Film)
Der Schüler Gerber ist ein österreichisch-deutscher Spielfilm aus dem Jahre 1981. Der Film entstand nach dem gleichnamigen Roman von Friedrich Torberg.

## Handlung
Die Handlung spielt in Wien in den 1920er-Jahren: Kurt Gerber ist ein begabter Schüler. Sein Leben wird im Maturajahr erschwert durch seinen neuen Klassenlehrer, Professor Kupfer, unter der Schülerschaft wegen seiner selbstherrlichen Art Gott Kupfer genannt. Der Mathematiklehrer gerät mit dem altklugen Kurt sehr schnell aneinander. Es entsteht ein Privatpsychokrieg zwischen Schüler und Lehrer. Kurts Noten in den beiden Fächern, die von Kupfer unterrichtet werden, verschlechtern sich drastisch. Kurts Vater Dr. Albert Gerber, der Kurt stetig unter Druck setzt, die Matura unbedingt zu bestehen, ist zudem herzkrank. Der Sohn möchte das Leben des schwerkranken Mannes nicht unnötig mit seinen Problemen belasten. Kurt bleibt mit seinem Schulproblem allein. Gleichzeitig verliebt er sich in die gleichaltrige Lisa, die jedoch nichts von ihm wissen will. Die Maturaprüfung wächst sich zum Höhepunkt der Quälerei durch den Lehrer aus. Kurt glaubt, wie sich nachher herausstellt, irrtümlich, die Prüfung nicht bestanden zu haben, und nimmt sich vor der Bekanntgabe der Ergebnisse das Leben.

## Hintergrund
Friedrich Torberg ließ in das Buch eigene Erfahrungen als Schüler von österreichischen und tschechischen Gymnasien einfließen. Er fiel einmal durch die Matura, bestand sie aber ein Jahr später im zweiten Anlauf.

## Kritiken
- Lexikon des internationalen Films: Werkgetreue Verfilmung eines 1929 erschienenen, heute gleichermaßen aktuellen Romans. In der Darstellung der Hauptrolle und der Kameraarbeit sehr sensibel; solide, aber um eine Spur zu glatt inszeniert, so daß die psychologische Dramatik nicht ganz ausgelotet wird. Insgesamt jedoch eine beachtliche Auseinandersetzung mit einem brisanten Thema.[2]

## Auszeichnungen
1981 erhielt Werner Kreindl für seine Darstellung den Deutschen Filmpreis in Gold. Mit diesem Preis wurde auch das Ausstattungsteam ausgezeichnet.